# Symfonie č. 8 (Mahler)

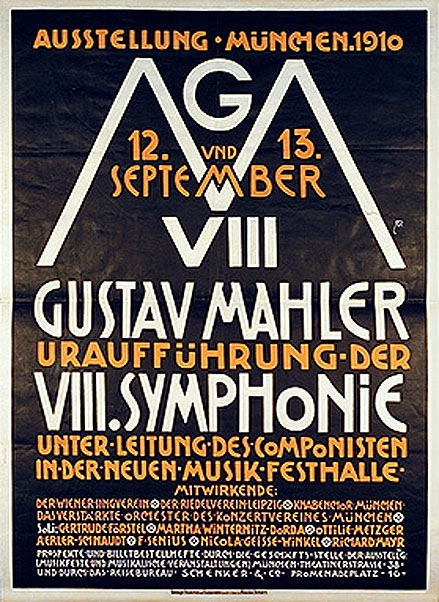
Plakát pro premiéru navržený Alfredem Rollerem

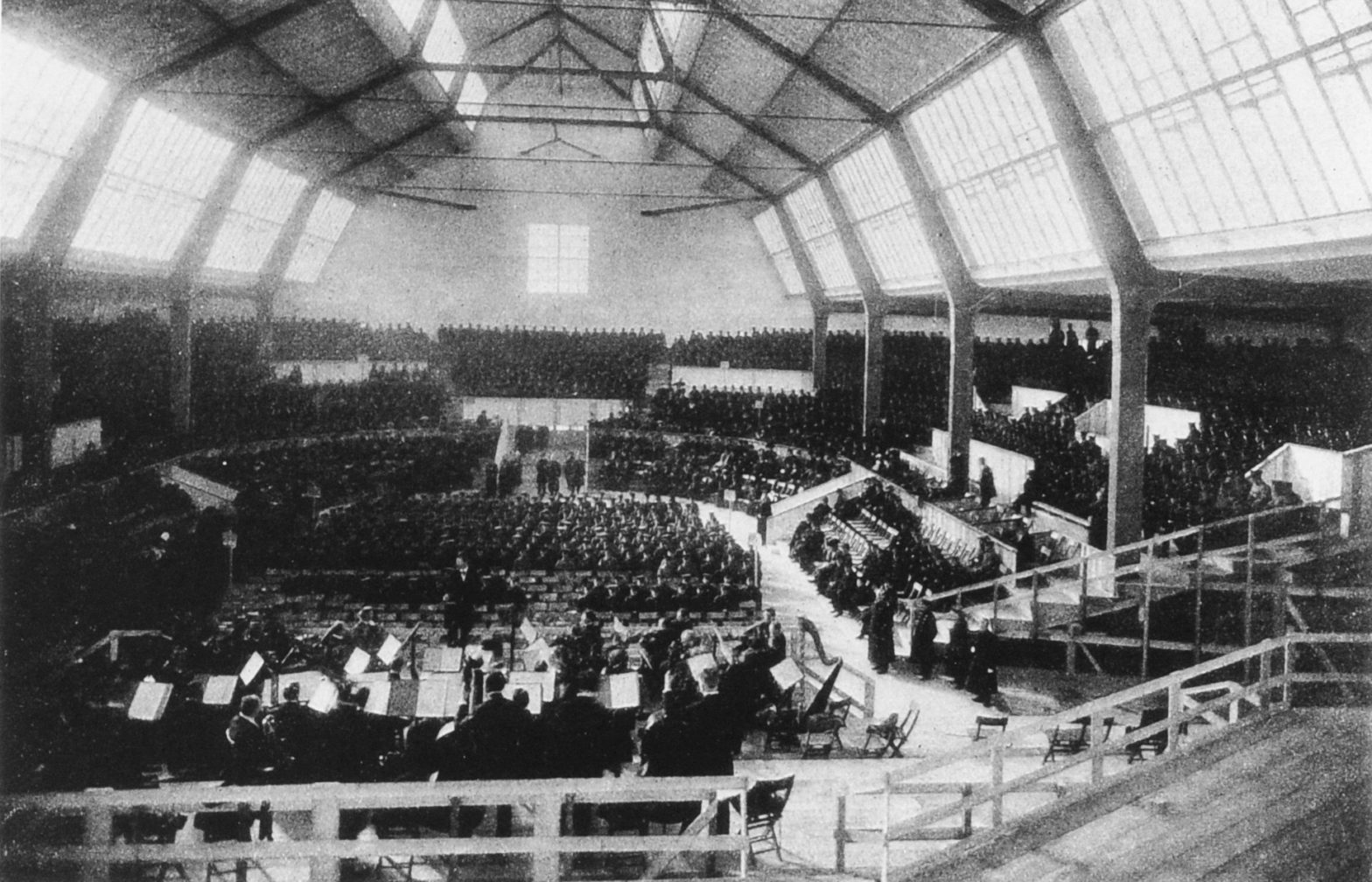
Mnichov, září 1910: Závěrečná zkouška na světovou premiéru Mahlerovy symfonie č. 8 v Neue Musik-Festhalle

Symfonie č. 8 Es dur Gustava Mahlera je jedním z nejrozsáhlejších sborových děl klasického koncertního repertoáru. Protože vyžaduje obrovské instrumentální a vokální obsazení, je často nazývána Symfonií tisíců, ačkoli je normálně uváděna s mnohem méně než tisíci umělci a skladatel toto jméno neschválil. Symfonii Mahler složil na jeden zátah v jihorakouském Maierniggu v létě 1906. Je to jeho poslední dílo, které mělo premiéru za jeho života; symfonie v provedení Mnichovské filharmonie pod jeho taktovkou sklidila při premiéře v Mnichově 12. září 1910 velký úspěch u kritiky i publika.
Spojení písně a symfonie bylo charakteristické pro Mahlerovy rané práce. Ve středním období po roce 1901 změnil styl a napsal tři čistě instrumentální symfonie. Osmá symfonie, ohlašující konec středního období, se vrací ke kombinaci orchestru a hlasu v symfonickém kontextu. Struktura práce je nekonvenční; místo obvyklých několika vět se dílo skládá jen ze dvou částí. Část I je založená na latinském textu křesťanského hymnu z 9. století Veni creator spiritus (Duchu Tvůrce, přijď) a text části II sestává ze slov závěrečného obrazu pátého dějství druhého dílu Goethova Fausta. Obě části jsou sjednoceny společnou myšlenkou, a to vykoupením mocí lásky. Tuto jednotu vyjadřuje sdílení hudebních témat.
Mahler byl od začátku přesvědčen o významu tohoto svého díla. Tím, že se zřekl pesimismu, který charakterizuje velkou část jeho hudby, nabídl Osmou jako projev důvěry ve věčného lidského ducha. V období po smrti skladatele se Osmá symfonie uváděla poměrně zřídka. Od poloviny 20. století ji však lze pravidelně slyšet v koncertních sálech po celém světě a byla také mnohokrát nahrána. I když moderní kritici uznávají její širokou popularitu, ve svých názorech na ni se neshodnou; muzikolog Theodor W. Adorno, skladatel Robert Simpson i britský publicista Jonathan Carr považují její optimismus za nepřesvědčivý a kladou ji umělecky a hudebně níže než ostatní Mahlerovy symfonie. Naopak třeba britský muzikolog Deryck Cooke ji srovnává se Symfonií č. 9 Ludwiga van Beethovena v tom, že jde o určující projevy lidství pro daná století.

## Historie

### Pozadí
V létě roku 1906 byl Mahler již devátý rok ředitelem Vídeňské státní opery. Během té doby pravidelně na konci operní sezóny opouštěl Vídeň a odjížděl na letní sídlo, kde se mohl věnovat komponování. Od roku 1899 je měl v Maierniggu, poblíž letoviska Maria Wörth v Korutanech v jižním Rakousku, kde si postavil vilu s výhledem na jezero Wörthersee. V tomto klidném prostředí dokončil své symfonie Čtvrtou až Sedmou, Písně na texty Friedricha Rückerta a cyklus Písně o mrtvých dětech. Do roku 1901 byly Mahlerovy kompozice silně ovlivněny sbírkou německých lidových básní Chlapcův kouzelný roh, na kterou poprvé narazil kolem roku 1887. Mahlerova zhudebnění mnoha čísel Kouzelného rohu se odrážejí v symfoniích Druhé, Třetí a Čtvrté, které všechny využívají složky vokální i instrumentální. Od roku 1901 však Mahlerova hudba po přechodu do středního období skladatelského života změnila charakter. Kouzelný roh v roli hlavního literárního vlivu nahrazují prostší básně německého básníka Friedricha Rückerta; písně jsou méně spojeny s lidovým uměním a už nepronikají do symfonií tak intenzivně jako dřív. Během tohoto období Mahler napsal symfonie Pátou, Šestou a Sedmou, všechny jako čistě instrumentální díla popsaná mahlerovským badatelem Deryckem Cookem jako „přísnější a přímější..., symfonie s přesnějším obrysem, s novým stylem orchestrace tvrdosti žuly“.
Mahler přijel do Maierniggu v červnu 1906 s nedokončeným rukopisem své Sedmé symfonie; zamýšlel čas využít k přepracování orchestrace, dokud nedostane nápad na nové dílo. Skladatelova manželka Alma Mahlerová ve svých pamětech uvedla, že dva týdny Mahlera „děsil přízrak upadající inspirace“; Mahler sám však vzpomínal, že ho od prvního dne dovolené ovládl tvůrčí duch a okamžitě se vrhl do kompozice díla, které se stalo jeho Symfonií č. 8.

### Kompozice
Dva zápisy Mahlerovou rukou z června 1906 ukazují, že rané plány jeho díla, zprvu nezamýšleného jako plně sborová symfonie, byly založeny na čtyřvěté struktuře, ve které dva „hymny“ obklopují instrumentální jádro. Tyto náčrty ukazují, že se Mahler pevně rozhodl zahájit symfonii latinským hymnem, ale v té době ještě neměl jasno o přesné podobě zbytku. První náčrt je následující:
1. Chvalozpěv: Veni creator
2. Scherzo
3. Adagio: Caritas (Křesťanská láska)
4. Chvalozpěv: Die Geburt des Eros (Zrození Eróta)[9]

Druhý náčrt obsahuje hudební skici věty Veni creator a dva takty v tónině h moll, o nichž se předpokládá, že se vztahují ke Caritas. Plán se čtyřmi větami je zachován v mírně odlišné podobě, a to dosud bez specifického určení rozsahu sborového prvku:
1. Veni creator
2. Caritas
3. Weihnachtsspiele mit dem Kindlein (Vánoční hry s Ježíškem)
4. Schöpfung durch Eros. Hymne (Stvoření skrze Eróta. Hymnus)[9]

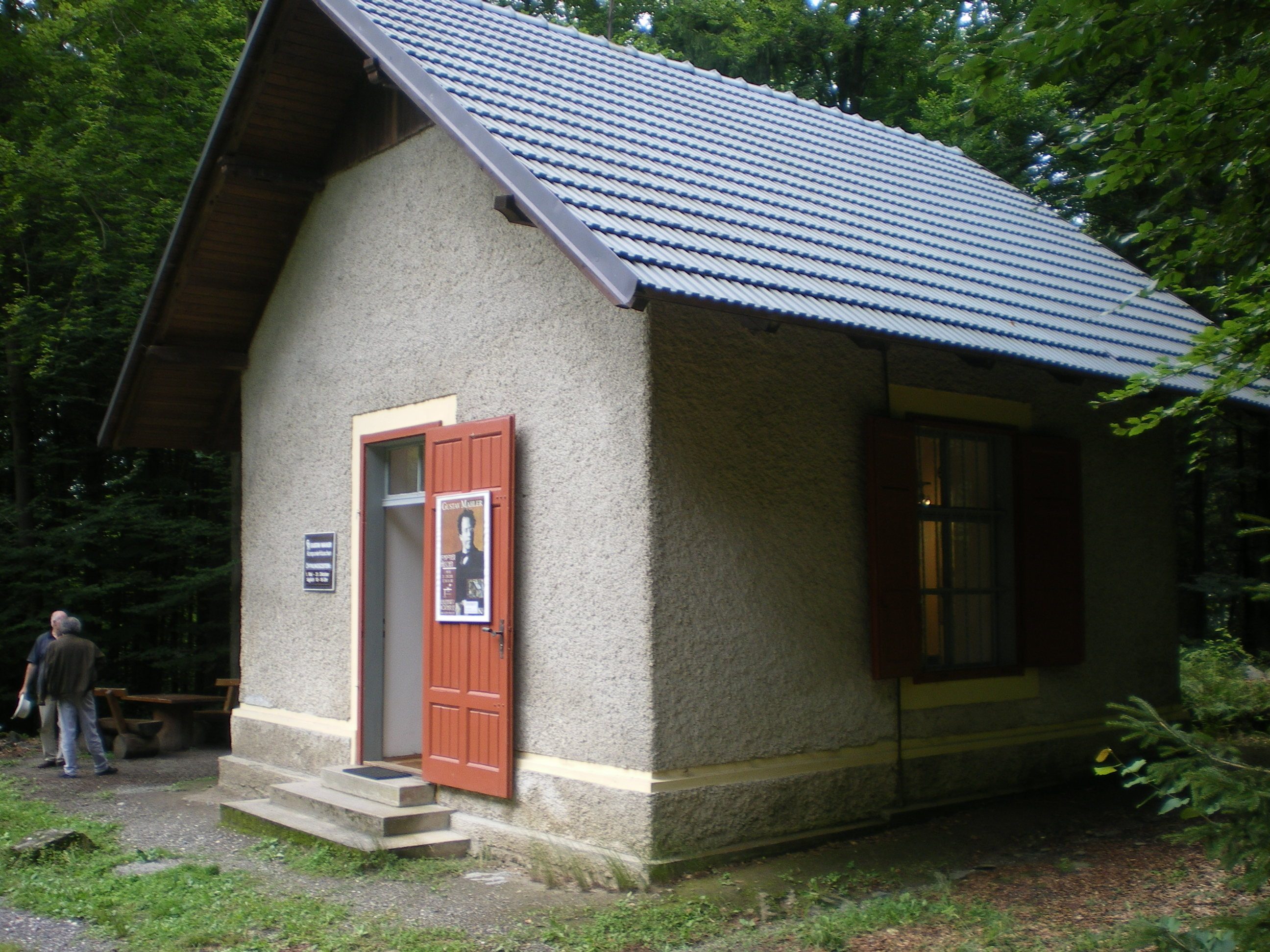
Mahlerova skladatelská chata v Maierniggu, kde v létě 1906 složil Osmou symfonii

Z Mahlerových pozdějších komentářů k vývoji symfonie je zřejmé, že plán čtyř vět měl poměrně krátké trvání. Mahler brzy nahradil poslední tři věty jedinou částí, v podstatě dramatickou kantátou založenou na závěrečné scéně Goethova Fausta, popise ideálu vykoupení věčnou ženskostí (das Ewig-Weibliche). Mahler měl dlouho ambici zhudebnit závěr Fausta „a udělat to úplně jinak než ostatní skladatelé, kteří ho pojali přeslazeně a mdle.“ V komentářích zaznamenaných jeho životopiscem Richardem Spechtem se Mahler o původních plánech na čtyři věty nezmiňuje. Řekl Spechtovi, že když natrefil na chvalozpěv Veni creator, měl náhle představu o kompletním díle: „Viděl jsem okamžitě celý kus před očima a musel jsem si to jen napsat, jako by mi to bylo diktováno.“
Symfonie byla podle muzikologa Henryho-Louise de La Grange psána zuřivým tempem, „v rekordním čase“. V polovině srpna bylo dokončeno vše podstatné, ačkoli Mahler musel na týden odjet na Salcburský festival. Mahler začal skládat hymnus Veni creator aniž by počkal, až mu přijde text z Vídně. Když zásilka dorazila, tak podle Almy Mahlerové „celý text přesně přiléhal k hudbě. Intuitivně složil hudbu na celé sloky [verše].“ Ačkoliv skladatel později provedl změny a úpravy, existuje velmi málo rukopisných důkazů o změnách a přepisech tak rozsáhlých, k jakým došlo u jeho dřívějších symfonií, když je připravoval k provedení.
Tím, že užívá vokální prvky po celou dobu provedení, a ne jen v epizodách na konci nebo v jeho blízkosti, stala se tato práce první plně sborovou symfonií, která kdy byla napsána. Mahler neměl pochybnosti o průlomové povaze symfonie, nazýval ji nejkrásnější dílem, které vytvořil, a tvrdil, že všechny jeho předchozí symfonie jsou pouze předehrou k ní. „Představte si, jak celý vesmír začíná znít a zvonit. To už nejsou lidské hlasy, nýbrž planety a slunce, které krouží,“ napsal v říjnu 1906 dirigentu Willemu Mengelbergovi. Byl to jeho „dar celému národu... přinášející velkou radost.“

### Přijetí a historie uvádění

#### Premiéra

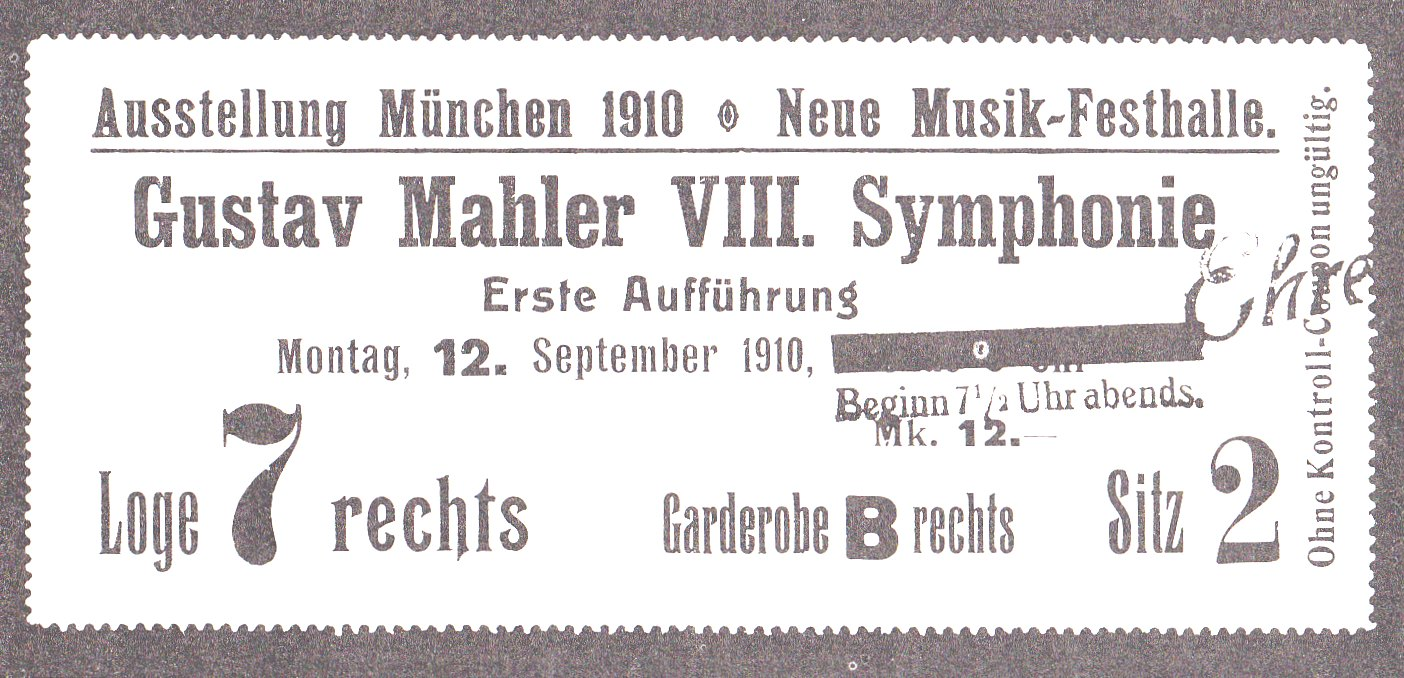
Vstupenka na premiéru Osmé symfonie, Mnichov, 12. září 1910

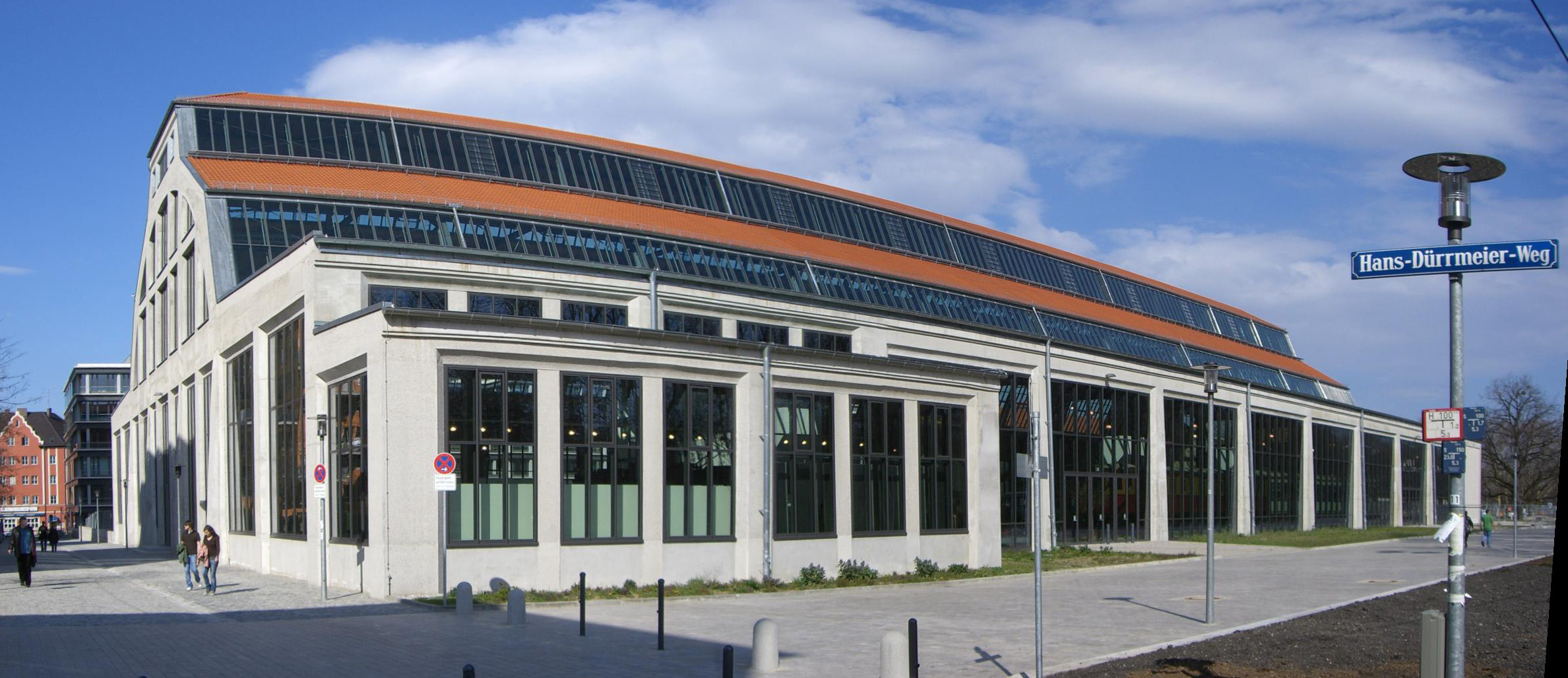
Dnešní podoba místa premiéry Mahlerovy Osmé. Renovovaná budova Neue Musik-Festhalle slouží jako Dopravní muzeum v rámci Německého muzea v Mnichově. Budova nemohla být v říjnu 2010 místem koncertů pořádaných u příležitosti 100. výročí uvedení symfonie kvůli problémům se stěhováním exponátů muzea.

Mahler se dohodl s impresáriem Emilem Gutmannem, že Osmá symfonie bude mít premiéru na podzim roku 1910 v Mnichově. Brzy litoval Gutmannova zapojení a zapsal si své obavy, že Gutmann by mohl změnit představení na „katastrofický cirkus Barnum a Bailey“. Přípravy začaly na začátku roku výběrem sborů z pěveckých sdružení z Mnichova, Lipska a Vídně. Mnichovská hudební škola Zentral-Singschule poskytla 350 žáků pro dětský sbor. Bruno Walter, Mahlerův asistent ve Vídeňské státní opeře, zodpovídal za nábor a přípravu osmi sólistů. Během jara a léta se účastníci připravovali ve svých domácích působištích, načež se na začátku září sešli v Mnichově na tři celé dny závěrečných zkoušek pod Mahlerovým vedením. Skladatelův mladý asistent Otto Klemperer později poznamenal o řadě drobných změn, které Mahler v partituře během zkoušek provedl: „Vždycky chtěl více jasnosti, více zvuku a dynamičtější kontrast. V jednom okamžiku se na nás během zkoušky obrátil a řekl: ‚Pokud něco po mé smrti nebude znít správně, změňte to. Nemáte jen právo, ale i povinnost tak učinit.'“ Pro premiéru, která byla stanovena na 12. září, najal Gutmann nově postavenou halu Neue Musik-Festhalle na mnichovském mezinárodním výstavišti poblíž Theresienhöhe (nyní pobočka Německého muzea). Tato rozsáhlá hala měla kapacitu 3200 míst. Gutmann vymyslel přezdívku „Symfonie tisíců“ (Sinfonie der Tausend), která i přes Mahlerův nesouhlas zůstala symfonii jako populární podtitul. Mezi jinými významnými osobnostmi byli vyprodané premiéře přítomni skladatelé Richard Strauss, Camille Saint-Saëns, Siegfried Wagner, Paul Dukas, Alexander Zemlinsky a Anton Webern, spisovatelé Thomas Mann, Gerhart Hauptmann, Hugo von Hofmannsthal a Arthur Schnitzler a přední divadelní režisér Max Reinhardt. V publiku byl také 28letý britský dirigent Leopold Stokowski, který o šest let později dirigoval první uvedení symfonie ve Spojených státech amerických.
Až do té doby byla přijetí Mahlerových nových symfonií zpravidla zklamáním. Mnichovská premiéra Osmé byla však dokonalým triumfem. Jakmile dozněly závěrečné akordy, následovalo krátké ticho, po němž propukl bouřlivý potlesk, který trval dvacet minut. Zpátky ve svém hotelu Mahler obdržel dopis od Thomase Manna, který v něm skladatele označil za „muže, který podle mého názoru vyjadřuje umění naší doby v jeho nejhlubší a nejposvátnější podobě“.
První provedení symfonie trvalo podle kritika a skladatele Julia Korngolda 85 minut. Mnichovské vystoupení bylo poslední příležitostí, kdy Mahler provedl premiéru některého ze svých děl. Osm měsíců po tomto triumfu zemřel ve Vídni ve věku 50 let. Jeho zbývající díla – skladba Píseň o zemi, Symfonie č. 9 a nedokončená Symfonie č. 10 – měly premiéru až po jeho smrti.

#### Další představení

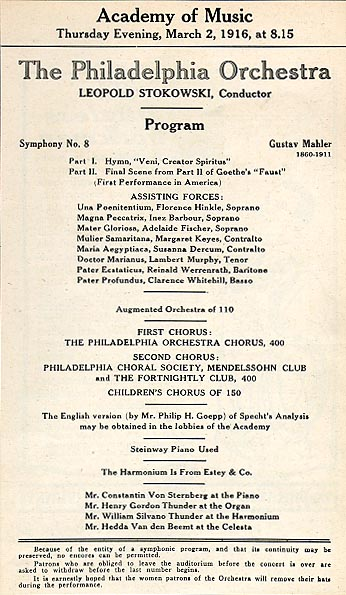
Program americké premiéry Mahlerovy Osmé symfonie, Filadelfie, březen 1916

Den po mnichovské premiéře řídil Mahler orchestr a sbory při repríze koncertu. Během dalších tří let se podle výpočtů Mahlerova přítele Guida Adlera Osmá symfonie dávala dvacetkrát po celé Evropě. Koncerty zahrnovaly nizozemskou premiéru v Amsterdamu, již řídil nizozemský dirigent Willem Mengelberg 12. března 1912, a první představení v Praze, které 20. března 1912 dirigoval někdejší Mahlerův kolega z Vídeňské státní opery Alexander Zemlinsky. Samotná Vídeň musela počkat až do roku 1918, než mohla symfonii slyšet. Ve Spojených státech amerických Leopold Stokowski přesvědčil původně neochotné vedení Filadelfského orchestru k financování americké premiéry, která se konala 2. března 1916. Událost byla velkým úspěchem; symfonie se hrála ještě několikrát v samotné Filadelfii, než se orchestr a sbory vydaly do New Yorku, kde v Metropolitní opeře absolvovaly sérii stejně dobře přijatých provedení.Na mahlerovském festivalu v Amsterodamu v květnu 1920 byly na devíti koncertech představeny Mahlerovy dokončené symfonie a jeho hlavní pěvecké cykly, v nichž účinkoval Concertgebouworkest a sbory pod Mengelbergovým vedením. Hudební kritik Samuel Langford, který se této události zúčastnil, poznamenal, že „opouštíme Amsterdam, aniž bychom mu příliš záviděli dietu, ke které Mengelberg přivyká milovníky hudby z tohoto města, a jež spočívá v Mahlerovi nejdřív a ve všech ostatních skladatelích až poté.“ Rakouský hudební historik Oscar Bie, kterého ohromil festival jako celek, poté napsal, že Osmá byla „silnější v efektu než ve významu a čistší v hlasech než v citech“. Langford komentoval britský „nepříliš horlivý zájem o Mahlera“ a Osmá symfonie byla v Británii provedena až 15. dubna 1930, kdy ji anglický dirigent Henry Wood uvedl se Symfonickým orchestrem BBC. Dílo se znovu hrálo o osm let později ve stejném obsazení; v publiku byl přítomen mladý skladatel Benjamin Britten. Ačkoliv jej hudba zaujala, označil samotné provedení za „ubohé“.
V letech po druhé světové válce se uskutečnilo množství pozoruhodných provedení Osmé symfonie včetně přímého přenosu z Royal Albert Hall 10. února 1948 pod vedením anglického dirigenta Adriana Boulta, japonské premiéry pod japonským dirigentem Kazuem Jamadou v Tokiu v prosinci 1949 a australské premiéry za řízení anglického dirigenta sira Eugena Goossense v roce 1951. Z koncertu v newyorské Carnegie Hall pod řízením Stokowského v roce 1950 byla pořízena vůbec první kompletní nahrávka symfonie. Po roce 1950 rostoucí počet provedení a nahrávek díla vedl k jeho rostoucí popularitě, ale ne všichni kritici tomu byli nakloněni. Theodor W. Adorno shledal kus slabou, „obří symbolickou skořápkou“; Toto Mahlerovo nejpozitivnější dílo je z Adornova hlediska nejméně úspěšné, hudebně a umělecky podřadnější než jeho ostatní symfonie. Skladatel a kritik Robert Simpson, obvykle Mahlerův zastánce, označil druhou část za „oceán nestoudného kýče“. Mahlerův životopisec Jonathan Carr shledal většinu symfonie „neurčitou“, postrádající napětí a rozhodnost, které jsou přítomny v ostatních skladatelových symfoniích. Deryck Cooke na druhé straně porovnává Mahlerovu Osmou s Beethovenovou Devátou symfonií. Pro Cooka je Mahlerova symfonie „sborovou symfonií dvacátého století; jako Beethovenova, jen jiným způsobem před nás staví ideál [vykoupení], jehož uskutečnění jsme dosud daleko – dokonce snad mu se snad vzdalujeme – ale který můžeme stěží opustit, aniž bychom zahynuli“.
Koncem 20. století a v 21. století byla symfonie prováděna ve všech částech světa. Série premiér na Dálném východě vyvrcholila v říjnu 2002 v Pekingu, kdy čínský dirigent Lung Jü vedl Čínskou filharmonii při prvním představení díla v Čínské lidové republice. Festival olympijských umění (v rámci Letních olympijských her) v Sydney v srpnu 2000 byl zahájen uvedením Osmé Sydneyským symfonickým orchestrem pod vedením jeho šéfdirigenta, nizozemského dirigenta Eda de Waarta. Obliba díla a jeho titánské rozměry způsobují, že se často hraje jako celek při slavnostních příležitostech; dne 15. března 2008 vedl izraelský dirigent Yoav Talmi 200 instrumentalistů a 800 sboristů při vystoupení v Québecu, které se konalo na počest 400. výročí založení města. V Londýně dne 16. července 2010 zahajovací koncert festivalu BBC Proms oslavil 150. výročí Mahlerova narození provedením Osmé Symfonickým orchestrem BBC pod taktovkou Jiřího Bělohlávka. Bylo to její osmé provedení v historii festivalu Proms.

## Rozbor

### Struktura a forma
Dvě části Osmé symfonie spojují posvátný text latinského hymnu z 9. století Veni creator spiritus se sekulárním textem ze závěrečných pasáží z Goethovy dramatické básně Faust z 19. století. Navzdory zjevným rozdílům při umístění vedle sebe vyjadřuje dílo jako celek jedinou ideu, a tou je vykoupení prostřednictvím síly lásky. Volba těchto dvou textů nebyla nahodilá; Goethe, básník, kterého Mahler uctíval, věřil, že Veni creator ztělesňuje aspekty jeho vlastní filozofie a přeložil jej v roce 1820 do němčiny. Jakmile se inspiroval ideou Veni creator, Mahler si brzy představil Fausta jako ideální protějšek latinského hymnu. Jednota mezi oběma částmi symfonie je usazena hudebně, v rozsahu, v jakém sdílejí tematický materiál. Zejména první tóny tématu Veni creator -
E♭ → B♭ → A♭ : 
- dominují vrcholům každé části; při vyvrcholení symfonie se Goethova oslava „věčného ženství“ odehrává ve formě náboženského chorálu. Byla navržena hypotéza, že téma Veni creator je založeno na Ma'oz cur‎, židovské písni zpívané o svátku Chanuka. Při skládání díla Mahler dočasně opustil komplikovanou tonalitu, která se objevuje v jeho posledních dílech. Tónina symfonie je na Mahlera nezvykle stabilní; i přes častý odklon do jiných tónin se hudba vždy vrací do ústředí tóniny Es dur. Jde o první z jeho prací, ve kterých téměř chybí jeho typické otisky – ptačí zpěv, vojenské pochody, rakouské tance. Ačkoli použité obrovské sborové a orchestrální prostředky slibují dílo monumentálního zvuku, podle kritika Michaela Kennedyho „převládající dojem není příval zvuku, ale kontrasty jemných tónů a průzračná kvality partitury.“
Většina moderních komentátorů se shodne, že první část symfonie je postavena na obrysu sonátové formy, který v ní objevily už nejstarší rozbory díla. Strukturu druhé části je obtížnější popsat, jelikož je směsicí mnoha žánrů. Analytici, včetně Spechta, Cooka a Paula Bekkera, v ní identifikovali části Adagio, Scherzo a Finále, i když jiní, včetně La Grangea a britského spisovatele Donalda Mitchella, našli jen málo dokladů pro toto dělení. Hudební vědec Ortrun Landmann navrhl, že formální schéma druhé části po orchestrálním úvodu je sonátové bez reprízy a skládá se z expozice, provedení a závěru.

### Část I:Veni creator spiritus

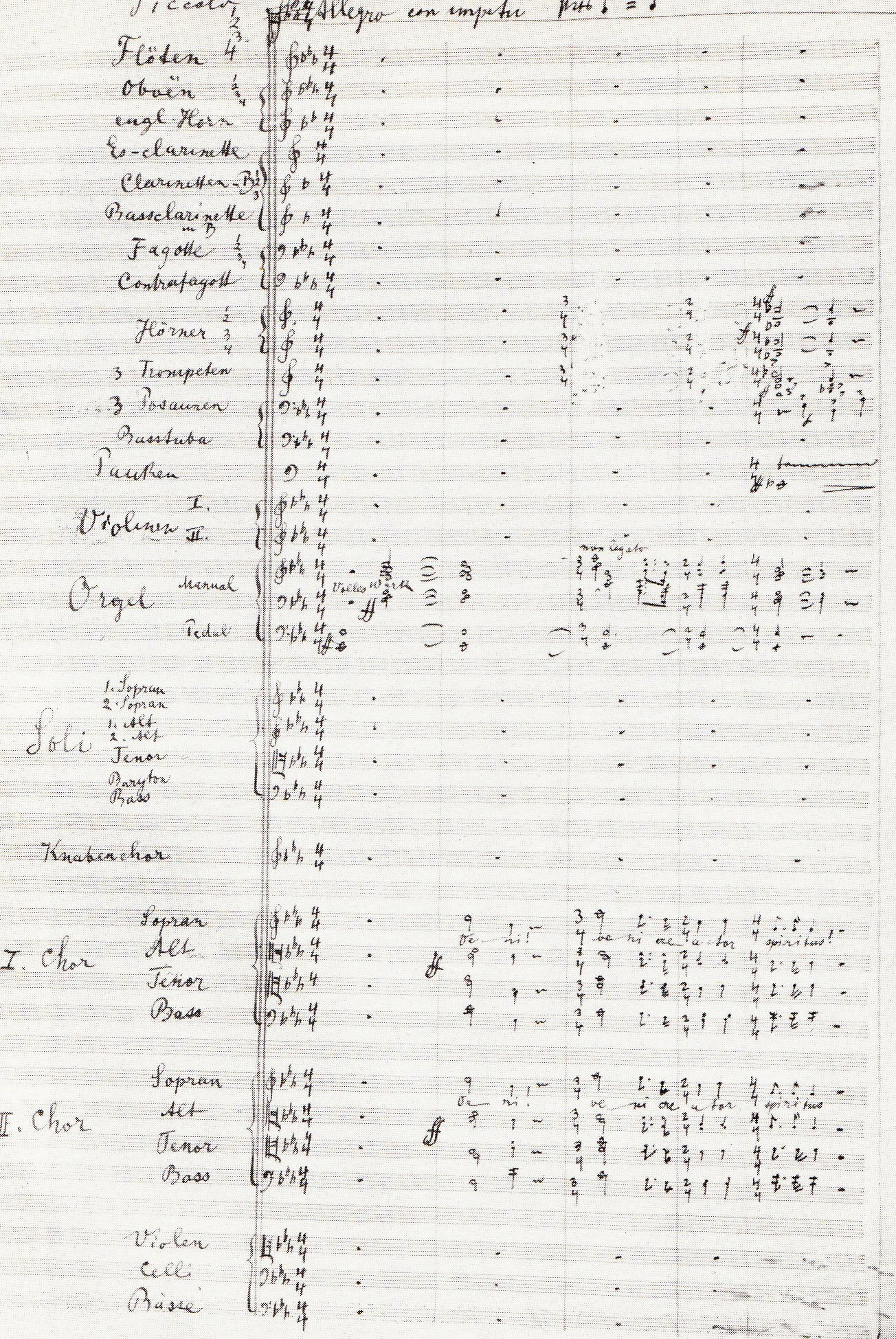
Mahlerův čistopis první stránky Osmé symfonie

Mitchell popisuje část I jako obdobu obrovského moteta a tvrdí, že klíčem k jeho porozumění je číst ji jako Mahlerův pokus napodobit polyfonii Bachových velkých motet, konkrétně Singet dem Herrn ein Neues Lied. Symfonie začíná jediným tonickým akordem Es dur, který zahrají varhany před hromadným nástupem sborů ve fortissimovém vzývání Veni, veni creator spiritus.
Přehrávání zvuku není ve vašem prohlížeči podporováno. Můžete si stáhnout zvukový soubor.
Třítónový motiv „Stvořitele“ okamžitě převezmou trombony a pak trubky v pochodovém tématu, které bude použito jako sjednocující prvek celého díla.
Přehrávání zvuku není ve vašem prohlížeči podporováno. Můžete si stáhnout zvukový soubor.
Po jejich prvním spojeném výstupu se oba pěvecké sbory zapojí do zpívaného dialogu, který končí krátkým přechodem k delší lyrické pasáži Imple superna gratia, prosbě o boží milost.
Přehrávání zvuku není ve vašem prohlížeči podporováno. Můžete si stáhnout zvukový soubor.
To, co Kennedy nazývá „nezaměnitelnou charakteristikou Mahlera dvacátého století“, je slyšet ve chvíli, kdy sólový soprán uvádí meditativní téma. Brzy se připojí další sólisté a společně rozvíjejí nové téma až do okamžiku, kdy opět energicky nastoupí sbory v pasáži psané v As dur, v níž sólisté soupeří s chorálovými sbory. V další části Infirma nostri corporis / virtute firmans perpeti (Naše tělo ubohé stále silou svou posiluj) se základní tónina Es dur vrací s variací úvodního tématu. Část je přerušena krátkou orchestrální mezihrou, ve které se ozvou hluboké tóny zvonů, dodávající hudbě temný nádech. Tato nová nálada, vyjadřující menší jistotu, trvá až do návratu tématu Infirma nostri corporis v d moll, tentokrát bez sborů a jako tlumená ozvěna počátečního vzývání.
Přehrávání zvuku není ve vašem prohlížeči podporováno. Můžete si stáhnout zvukový soubor.
Na konci této části další přechod uvádí „nezapomenutelné vzedmutí v E dur “ v němž všechny sbory společně deklamují „Accende lumen sensibus“ („V duši světlo nám rozžehni“).
Přehrávání zvuku není ve vašem prohlížeči podporováno. Můžete si stáhnout zvukový soubor.
Pokračuje poprvé dětský sbor, v radostné náladě, jak hudba nabírá na síle a rychlosti. Jde o velmi složitou pasáž ve formě dvojité fugy rozvíjející mnoho předchozích témat s neustálými změnami předznamenání. Všechny síly se opět spojují v zopakování sekce Veni creator ve zkrácené podobě. Tišší pasáž opakování vede k orchestrální kodě předtím, než dětský sbor ohlašuje chvalořečení Gloria sit Patri Domino (Sláva Bohu Otci).
Přehrávání zvuku není ve vašem prohlížeči podporováno. Můžete si stáhnout zvukový soubor.
Poté hudba rychle a silně postupuje k vyvrcholení, do něhož dechový orchestr hrající za jevištěm vpadne s tématem Accende, zatímco hlavní orchestr a sbory končí triumfálně stoupající tónovou řadou.

### Část II: Závěrečná scéna zGoethovaFausta

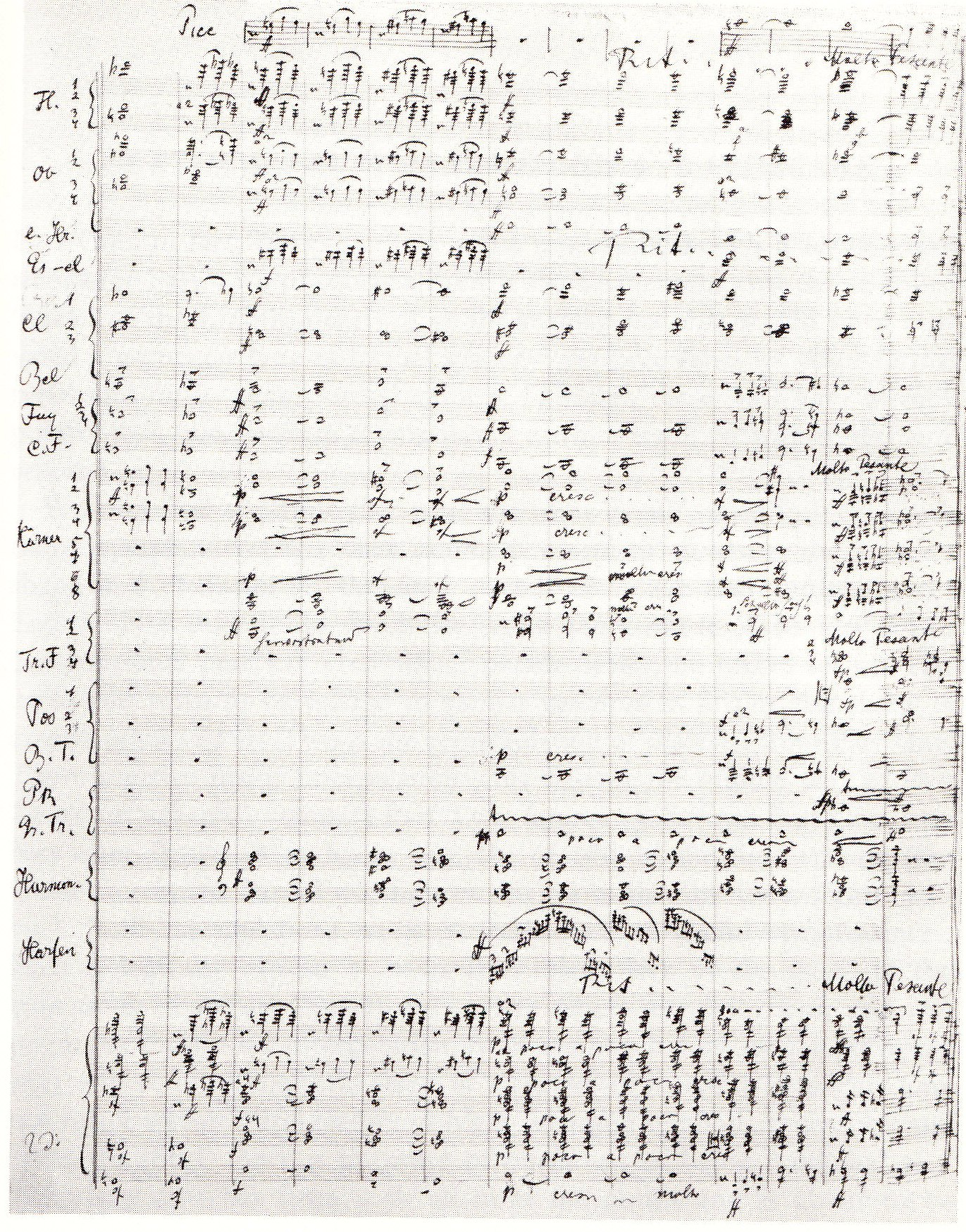
Mahlerova rukopisná partitura části Chorus Mysticus, triumfálního závěru Osmé symfonie

Druhá část symfonie sleduje příběh závěrečných pasáží Goethovy básně – cestu Faustovy duše, zachráněné ze spárů Mefista, až k její konečnému vzestupu do nebe. Landmannem navrhovaná sonátová struktura této věty je založena na dělení, podle něhož po orchestrální předehře následuje pět sekcí, které hudebně identifikuje jako expozici, tři etapy provedení a závěr. Dlouhá orchestrální předehra (166 taktů) je v tónině es moll a po způsobu operní předehry předjímá několik témat, která se později objeví ve větě. Expozice začíná téměř neslyšně; scéna s náležitou atmosférou znázorňuje skalnatý, zalesněný horský hřbet, obydlí poustevníků, jejichž promluvy je slyšet ve sboru s šeptáními a ozvěnami.
Přehrávání zvuku není ve vašem prohlížeči podporováno. Můžete si stáhnout zvukový soubor.
Slavnostní barytonové sólo, hlas Patera Ecstatica, končí srdečně změnou tóniny na dur, zatímco v trubkách zní téma Accende z části I. Poté následuje náročná a dramatická árie pro bas, hlas Patera Profunda, který ukončí svou zkormoucenou meditaci tím, že žádá o boží milosrdenství pro své myšlenky a o osvícení. Opakované akordy této části připomínají Wagnerova Parsifala. Nálada se projasní se vstupem andělů a požehnaných chlapců (ženský a dětský sbor) nesoucích Faustovu duši; hudba je tady snad pozůstatkem scherza „Vánočních her“ předpokládaných v nerealizovaném původním návrhu čtyř vět.
Přehrávání zvuku není ve vašem prohlížeči podporováno. Můžete si stáhnout zvukový soubor.
Atmosféra je slavnostní s triumfálním výkřiky Jauchzet auf! (Radujte se!), a poté expozice skončí dohrou, která odkazuje na téma Infirma nostri corporis z části I. První etapa provedení začíná ženským sborem mladších andělů vzývajícím „šťastnou společnost blažených dětí“, která musí odnést Faustovu duši do nebe. Blažení chlapci přijmou duši radostně; k jejich hlasům se připojuje Doctor Marianus (tenor), který doprovází jejich sbor, dokud nepřejde do vznešené chvály Marie (Mater Gloriosa, tj. Slavná Matka) v E dur, „Královno a vládkyně světa!“). Jak árie končí, mužské hlasy ve sboru jako ozvěnou přebírají slova sólistů na orchestrálním pozadí violových tremol v pasáži popsané La Grangem jako „citově neodolatelné“.
V druhé části provedení je vstup Mater Gloriosa naznačen drženým akordem E dur harmonia s harfovým arpeggiem hraným přes pianissimovou houslovou melodii, kterou La Grange označuje jako „téma lásky“.
Přehrávání zvuku není ve vašem prohlížeči podporováno. Můžete si stáhnout zvukový soubor.
Poté se tóniny často mění, jak sbor kajících žen prosí Marii (Mater) o vyslyšení; po něm následuje sólo naléhavé prosby Hříšnice (Magna Peccatrix), Samaritánky (Mulier Samaritana) a Marie Egyptské (Maria Aegyptiaca). Tyto árie dále rozvíjejí „téma lásky“ a vrací se „scherzové“ téma spojené s prvním představením andělů. Oba dva motivy pak dominují v triu, která následuje, prosbě určené Matce ve prospěch čtvrté kajícnice, Faustovy milenky, kdysi známé jako Markétka (Gretchen), jež přišla prosit o Faustovu duši. Po Markétčině naléhavé prosbě, sólu „jasné krásy“ dle slov Kennedyho, nastupuje atmosféra tiché úcty. Mater Gloriosa zazpívá jen dva verše v tónině otevírající symfonii, v Es dur, a dovoluje Markétce odnést Faustovu duši do nebe.Závěrečná část provedení je hymnické sborem doprovázené tenorové sólo, ve kterém Doctor Marianus vyzývá kajícníky „pohleďte vzhůru“.
Přehrávání zvuku není ve vašem prohlížeči podporováno. Můžete si stáhnout zvukový soubor.
Následuje krátká orchestrální pasáž, zapsaná pro netypickou sestavu pikoly, flétny, klarinetu, harmonia, celesty, klavíru, harfy a smyčcového kvarteta. Má roli přechodu k finále, k Chorus Mysticus, který začíná v Es dur téměř nepostřehnutelně – Mahlerův pokyn je zde Wie ein Hauch, „jako dech“.
Přehrávání zvuku není ve vašem prohlížeči podporováno. Můžete si stáhnout zvukový soubor.
Zvuk stoupá v postupném crescendu, zatímco sólové hlasy se střídavě spojují nebo kontrastují se sborem. Jak se blíží vyvrcholení, opakuje se mnoho motivů: „téma lásky“, Markétčina píseň i „Accende“ z části I. Když nakonec sbor zakončí s „Za věčným ženstvím jsme neseni výš“ (překlad O. Fischer), dechy hrající za jevištěm znovu vstoupí se závěrečným pozdravem na motiv Veni creator, aby symfonii ukončily vítěznou fanfárou.

## Instrumentace

### Orchestr

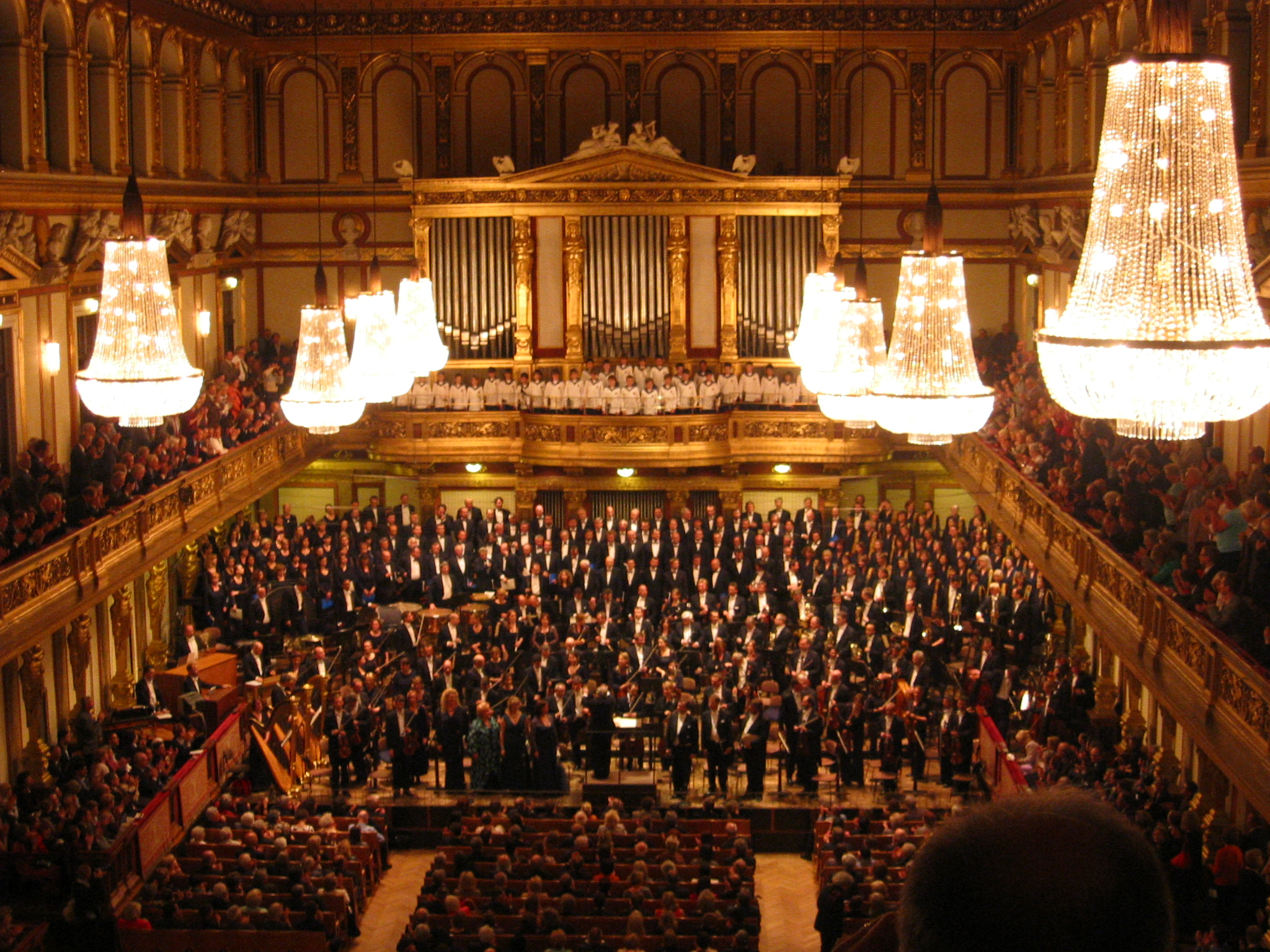
Provedení Mahlerovy Osmé ve Vídni v roce 2009 ilustruje rozsah použitých instrumentálních a vokálních složek

Symfonie je napsána pro velmi velký orchestr v souladu s Mahlerovým konceptem díla jako „nového symfonického vesmíru“, syntézy symfonie, kantáty, oratoria, moteta a písně a stylové kombinace. La Grange komentuje: „Aby vyjádřil svou kosmickou vizi, bylo... třeba jít nad rámec všech dříve známých limitů a rozměrů.“ Rozsah orchestru však není tak velký jako ten, který vyžaduje oratorium Písně z Gurre, jež Arnold Schönberg dokončil v roce 1911. Orchestr se skládá z následujících nástrojů
Dřevěné nástroje
2 pikoly (první dubluje pátou flétnu)
4 flétny
4 hoboje
anglický roh
3 B klarinety
Es klarinet
basový klarinet
4 fagoty
kontrafagot
Žestě
8 rohů
8 trubek (čtyři zákulisní)
7 trombonů (tři zákulisní)
tuba
Bicí nástroje
4 tympány
basový buben
činely
triangl
tam-tam
2 trubkové zvony laděné v A a As
zvonkohra
Klávesové nástroje
varhany
celesta
klavír
harmonium
Strunné nástroje
2 mandolíny
2 harfy (s výhodou zdvojené)
1. housle
2. housle
violy
cella
kontrabasy
Mahler doporučil, aby se v obrovských halách zdvojil první hráč v každé sekci dřevěných nástrojů a aby se počty ve smyčcích také zvýšily.

### Sborové a vokální síly
3 sopránové sólistky
2 altové solistky
sólový tenor
sólový baryton
sólový bas
2 smíšené sbory
dětský sbor
V části II jsou sólisté přiřazeny k dramatickým rolím zastoupených v Goethově textu, jak je popsáno v následující tabulce.
| hlas         | Role                                                            | Sólisté na premiéře 12. září 1910              |
| ------------ | --------------------------------------------------------------- | ---------------------------------------------- |
| První soprán | Magna Peccatrix (Hříšnice)                                      | Gertrude Förstelová (Vídeňská opera)           |
| Druhý soprán | Una poenitentium (Kajícnice dříve známá jako Markétka/Gretchen) | Martha Winternitzová-Dordová (Hamburská opera) |
| Třetí soprán | Mater Gloriosa (Panna Marie)                                    | Emma Bellwidtová (Frankfurt)                   |
| První alt    | Mulier Samaritana (Samaritánka)                                 | Ottilie Metzgerová (Hamburská opera)           |
| Druhý alt    | Maria Aegyptiaca (Marie Egyptská)                               | Anna Erlerová-Schnaudtová (Mnichov)            |
| Tenor        | Doctor Marianus                                                 | Felix Senius (Berlín)                          |
| Baryton      | Pater Ecstaticus                                                | Nicola Geisse-Winkel (Wiesbadenská opera)      |
| Bas          | Pater Profundus                                                 | Michael Mayer (Vídeňská opera)                 |

La Grange upozorňuje na značný vyžadovaný rozsah hlasů - sopránů, sólistů i sborových zpěváků. Altová sóla charakterizuje jako krátká a nevýrazná; role tenorového sólisty v druhé části je však rozsáhlá a náročná, na několika místech musí být slyšet přes zvuk sborů. Velké melodické skoky v roli Patera Profunda představují mimořádnou výzvu pro basového sólistu.

## Vydání (partitury)
Ví se o existenci jen jediné autorem vlastnoručně podepsané partitury Symfonie č. 8. Kdysi byla majetkem Almy Mahlerové, nyní je v držení Bavorské státní knihovny v Mnichově. V roce 1906 podepsal Mahler smlouvu s vídeňskou nakladatelskou společností Universal Edition (UE), která se tak stala hlavním nakladatelem všech jeho děl. V roce 1912 vydalo UE kompletní orchestrální partituru Osmé symfonie. Ruská verze, publikovaná v roce 1976 v Moskvě nakladatelstvím Izdatělstvo Muzyka, vyšla znovu ve Spojených státech amerických v roce 1989 ve vydavatelství Dover Publications s anglickým textem a poznámkami. Mezinárodní společnost Gustava Mahlera, založená v roce 1955, má hlavní cíl vytvořit úplné kritické vydání všech Mahlerových děl. K roku 2019 zůstává kritické vydání Osmé jejím projektem budoucnosti.

## Nahrávky
V roce 1948 Adrian Boult dirigoval rozhlasem vysílané provedení se Symfonických orchestrem BBC; dílo bylo natočeno společností BBC, ale až do roku 2009 nevyšlo; pak bylo k dispozici ve formátu MP3. První vydaná nahrávka celé symfonie bylo Stokowského provedení z newyorské Carnegie Hall s Newyorskou filharmonií a spojenými sbory z New Yorku z 9. dubna 1950. Téměř dva roky předtím, v červenci 1948, dirigent maďarského původu Eugene Ormandy nahrál část Veni creator spiritus v kalifornské hale Hollywood Bowl. Počínaje Stokowského nahrávkou vytvořilo mnoho předních světových orchestrů a zpěváků nejméně 70 nahrávek symfonie, většinou při živých vystoupeních.